# 巴特那
巴特那，又譯帕特納（古稱華氏城），为印度比哈尔邦首府，隶属于巴特那县，古稱华氏城，2011年人口1,695,000，大都會區人口344萬，是一座历史悠久的城市。古希腊历史学家和外交家麦加斯梯尼在其著述的《印度志》（Indica）曾载：巴特利普特那（Pataliputra，巴特那古名）位于恒河与Arennovoas二河交汇处，长9英里、宽1.75英里。他说此地有七种职业的人，哲学家地位最高，而且不可交換工作。经过千百年的历史变迁，现代城市巴特那位于加格拉（Ghagra）、宋河（Son）与甘达克（Ganda）三水交匯處，城區發展到15公里長，5到7公里寬；恒河流淌到這裡看起來更像大海，氣勢恢宏，奔流不息。
巴特那在孔雀帝國時期（約前300年），人口約為40萬。在孔雀帝國與笈多帝國時期，巴特那是印度次大陸的政治和文化中心。巴特那在17世紀再次成為國際貿易中心。

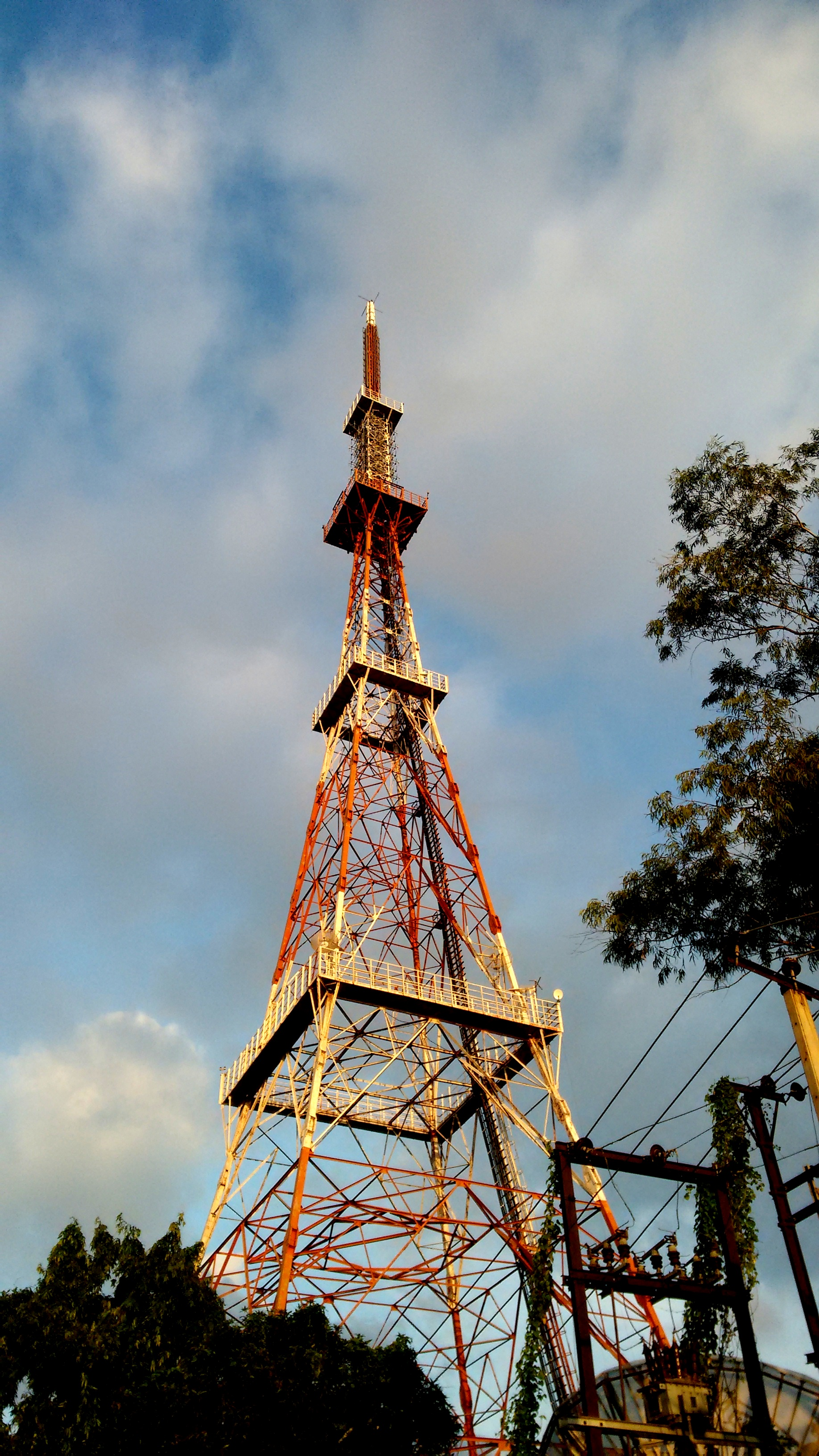

## 歷史
- 巴塔利普特拉（Pāṭaliputra），即今巴特那，是难陀王朝、孔雀王朝、巽伽王朝、甘婆王朝首都。